# Films About Ghosts
Films About Ghosts: The Best Of.. is een Greatest Hits-album van de Amerikaanse rockband Counting Crows dat sinds 25 november 2003 in de winkel lag. Op het album staan nummers van al hun eerdere studioalbums. De naam is afgeleid van een regel uit hun nummer "Mrs. Potter's Lullaby": "If dreams are like movies, then memories are films about ghosts."

## Tracklist
Amerikaanse versie
1. "Angels of the Silences" (Recovering the Satellites)
2. "Round Here" (August and Everything After)
3. "Rain King" (August and Everything After)
4. "A Long December" (Recovering the Satellites)
5. "Hanginaround" (This Desert Life)
6. "Mrs. Potter's Lullaby" (This Desert Life)
7. "Mr. Jones" (August and Everything After)
8. "Recovering the Satellites" (Recovering the Satellites)
9. "American Girls" (Hard Candy)
10. "Big yellow taxi" (Hard Candy) (Joni Mitchell cover, met Vanessa Carlton)
11. "Omaha" (August and Everything After)
12. "Friend of the Devil" (Grateful Dead cover)
13. "Einstein on the Beach (For An Eggman)"
14. "Anna Begins" (August and Everything After)
15. "Holiday in Spain" (Hard Candy)
16. "She Don't Want Nobody Near" (nooit eerder uitgebracht)

Op latere versies van dit album staat ook het nummer "Accidentally in Love". Op de versie die in Nederland verkocht wordt staat het nummer "Holiday in Spain", wat opgenomen werd samen met BLØF.